# Bunaeopsis phidias
Bunaeopsis phidias är en fjärilsart som beskrevs av Gustav Weymer 1908. Bunaeopsis phidias ingår i släktet Bunaeopsis och familjen påfågelsspinnare. Inga underarter finns listade i Catalogue of Life.